# موجو (اسماعیل‌لی)
موجو (به لاتین: Mücü) یک منطقه مسکونی رد جمهوری آذربایجان است که در شهرستان اسماعیل‌لی واقع شده‌است. موجو ۲۲۹ نفر جمعیت دارد.

## نگارخانه

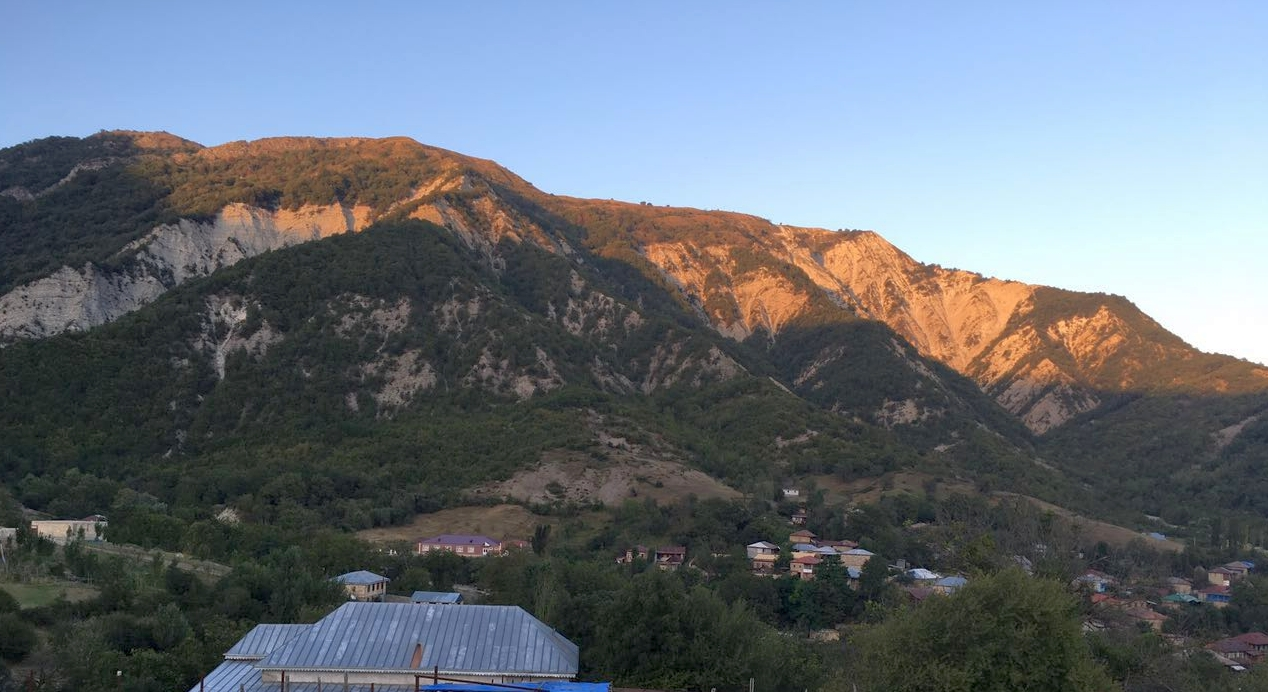